# STS-37
STS-37 est la huitième mission de la navette spatiale Atlantis. Elle a mis en orbite le Compton Gamma-Ray Observatory (CGRO) en 1991.

## Équipage
- Commandant : Steven R. Nagel (3)  États-Unis
- Pilote : Kenneth D. Cameron (1)  États-Unis
- Spécialiste de mission 1 : Jerry L. Ross (3)  États-Unis
- Spécialiste de mission 2 : Jerome Apt (1)  États-Unis
- Spécialiste de mission 3 : Linda M. Godwin (1)  États-Unis

Le chiffre entre parenthèses indique le nombre de vols spatiaux effectués par l'astronaute au moment de la mission.

## Paramètres de la mission
- Masse :
  - Navette au décollage : 116 040 kg
  - Navette à l'atterrissage : 86 227 kg
  - Chargement : 17 204 kg
- Périgée : 450 km
- Apogée : 462 km
- Inclinaison : 28,5°
- Période : 93,7 min

### Sorties dans l'espace
- Ross et Apt  - EVA 1
- Début de EVA 1 : 7 avril 1991
- Fin de EVA 1 : 7 avril 1991
- Durée : 4 heures, 26 minutes

- Ross et Apt  - EVA 2
- Début de EVA 2 : 8 avril 1991
- Fin de EVA 2 : 8 avril 1991
- Durée : 5 heures, 47 minutes